# 張晟 (成化己丑進士)
張晟（1438年—？），字孟暘，浙江杭州府仁和縣人，民籍。明朝政治人物。進士出身。

## 生平
成化元年（1465年）舉乙酉科浙江鄉試第五名。成化五年（1469年）中式乙丑科會試第一百五十三名，殿試登進士第二甲第五十七名，選庶吉士，授禮科給事中。奉使滿剌加國。

## 家族
曾祖父張福。祖父張庸。父亲張斌。